# 小行星9440
小行星9440（英語：9440）是一颗围绕太阳公转的小行星。1997年3月29日，北京天文台施密特CCD小行星计划在兴隆发现了此天体。
这颗小行星的绝对星等为182.40452等。